# Storia della Catalogna

Bandiera della Catalogna, nota come senyera

L'attuale territorio della Catalogna (in catalano Catalunya, in spagnolo Cataluña e in aranese Catalonha) è stato occupato fin dal Medio Paleolitico. I Greci colonizzarono le coste della regione fino a quando, come il resto della penisola iberica, la Catalogna divenne parte dell'Impero Romano, alla caduta del quale si insediarono i Visigoti. Tra il 716 e il 718 le forze Omayyadi organizzarono varie campagne di conquista contro il sovrano visigoto Ardo, che controllava la Settimania e la Catalogna. La successiva reazione all'espansione islamica vide contrapposte le forze carolingie e gli omayyadi. Le battaglie di Tolosa (721) e Poitiers (732) e la conquista di Narbona (759), gettarono le basi per la successiva espansione meridionale dell'Impero carolingio, che avrebbe visto la conquista di Gerona (785) e di Barcellona (801). La regione conquistata, i cui confini meridionali seguivano approssimativamente il corso dei fiumi Llobregat, Cardener e Segre, venne organizzata nella Marca di Spagna. Durante il tardo medioevo, si cominciò a sviluppare, con una sempre più marcata indipendenza dall'impero carolingio, una cultura catalana, sotto l'egemonia della contea di Barcellona, la principale tra le contee in cui la Marca era stata divisa.
Con il matrimonio tra Raimondo Berengario IV di Barcellona e Petronilla di Aragona la contea di Barcellona si unì dinasticamente al regno di Aragona, per cui la Catalogna divenne la base navale della Corona d'Aragona, mentre la Contea di Barcellona e le altre contee catalane adottarono un'entità politica comune conosciuta come Principato di Catalogna, che sviluppò un sistema istituzionale (Corts, Costituzioni, Generalitat) che limitava il potere reale. L'espansione della Corona d'Aragona raggiunse il suo massimo tra il XIII e il XIV, quando divenne uno degli stati più potenti del Mediterraneo estendendo il suo dominio fino alle isole italiane. Il secondo quarto del XIV secolo vide cambiamenti cruciali per la Catalogna, segnati da una successione di catastrofi naturali, crisi demografiche, stagnazione e declino dell'economia catalana e l'aumento delle tensioni sociali.
Il matrimonio tra Ferdinando II di Aragona e Isabella I di Castiglia, nel 1469, pose le basi per l'unificazione della Corona di Spagna. Con la fine della riconquista, con l'annessione del Sultanato di Granada nel 1492, la Spagna unita cominciò la politica coloniale con la scoperta dell'America e il potere politico si spostò verso la Castiglia. Le tensioni tra le istituzioni catalane e la monarchia, insieme alla crisi economica e alle rivolte dei contadini causarono conflitti, come la guerra dei mietitori (1640-1652). Tuttavia, fino all'avvento della dinastia dei Borboni, con la Guerra di Successione Spagnola, la Catalogna mantenne una certa indipendenza, con sue leggi. Durante la stessa guerra la Catalogna appoggiò le pretese del membro del ramo austriaco degli Asburgo. Con la sconfitta delle truppe catalane, il nuovo re Filippo V, decretò la fine delle principali leggi ed istituzioni politiche catalane, e decretò la fine delle strutture territoriali proprie, tra cui la corona di Aragona e quindi il Principato di Catalogna. Con l'imposizione della lingua spagnola (castigliano) anche la lingua catalana perse di importanza.
Nel corso del XVIII secolo, la Catalogna sperimentò una crescita economica significativa, aiutata alla fine del secolo dalla fine del commercio monopolistico tra Castiglia e colonie americane. L'occupazione napoleonica, come in buona parte d'Europa, portò un periodo turbolento, sia dal punto di vista politico che da quello economico, con una notevole industrializzazione nel secondo terzo del secolo.
Fino alla Seconda Repubblica spagnola, la Catalogna recuperò e riperse vari gradi di autonomia dal potere centrale, tra cui il recupero dell'uso ufficiale della sua lingua. La guerra civile del 1936-1939, che portò alla fine della Repubblica e all'avvento di Francisco Franco, cancellò nuovamente l'autonomia della Catalogna, al punto che il catalano fu dichiarato illegale. Quando Franco morì nel 1975, la Catalogna votò per la formazione della nuova democrazia spagnola, nella quale la costituzione, pur esplicitando l'unitarietà e l'indivisibilità della Spagna, riconosce notevoli autonomie alle varie regioni. Dichiaratasi nazionalità nel proprio statuto (e una nazione nel preambolo di questa legge), la Catalogna esprime rivendicazioni nazionalistiche, autonomistiche e anche indipendentistiche derivanti dalle proprie peculiarità linguistiche e culturali.
Negli ultimi anni, tuttavia, il sentimento indipendentista della Catalogna è cresciuto nuovamente al punto tale che nel novembre 2014 si è tenuto un referendum per la separazione dalla Spagna. Il 27 ottobre 2017, a seguito di un contestato referendum indipendentista, è stata dichiarata unilateralmente l'indipendenza dalla Spagna, causando la destituzione degli organi della Generalitat da parte del governo centrale spagnolo.

## Periodo preistorico

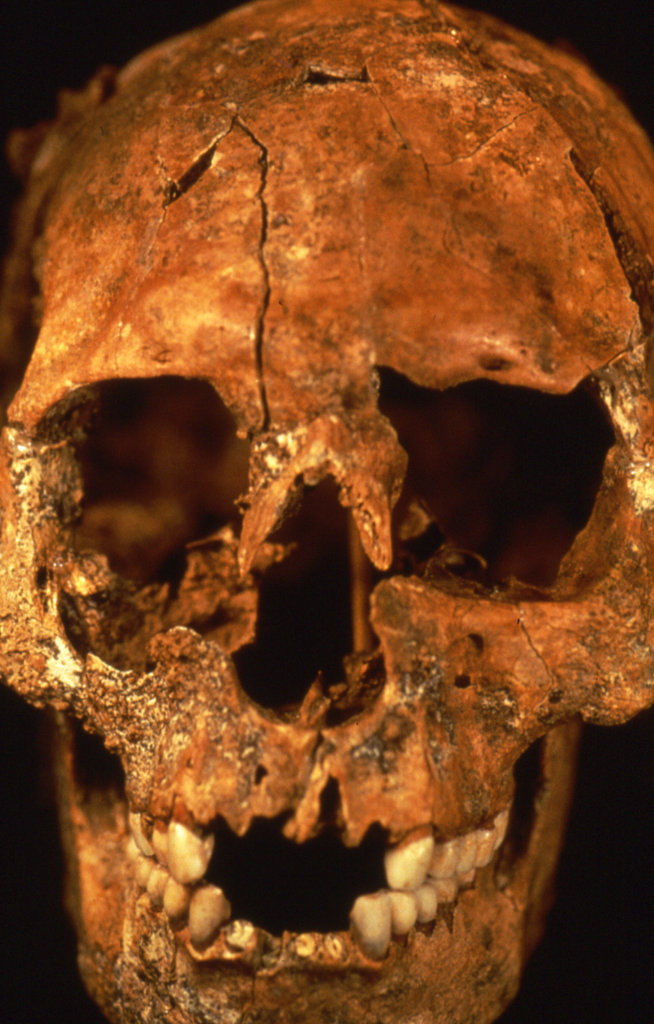
Cranio neolitico da Barcellona

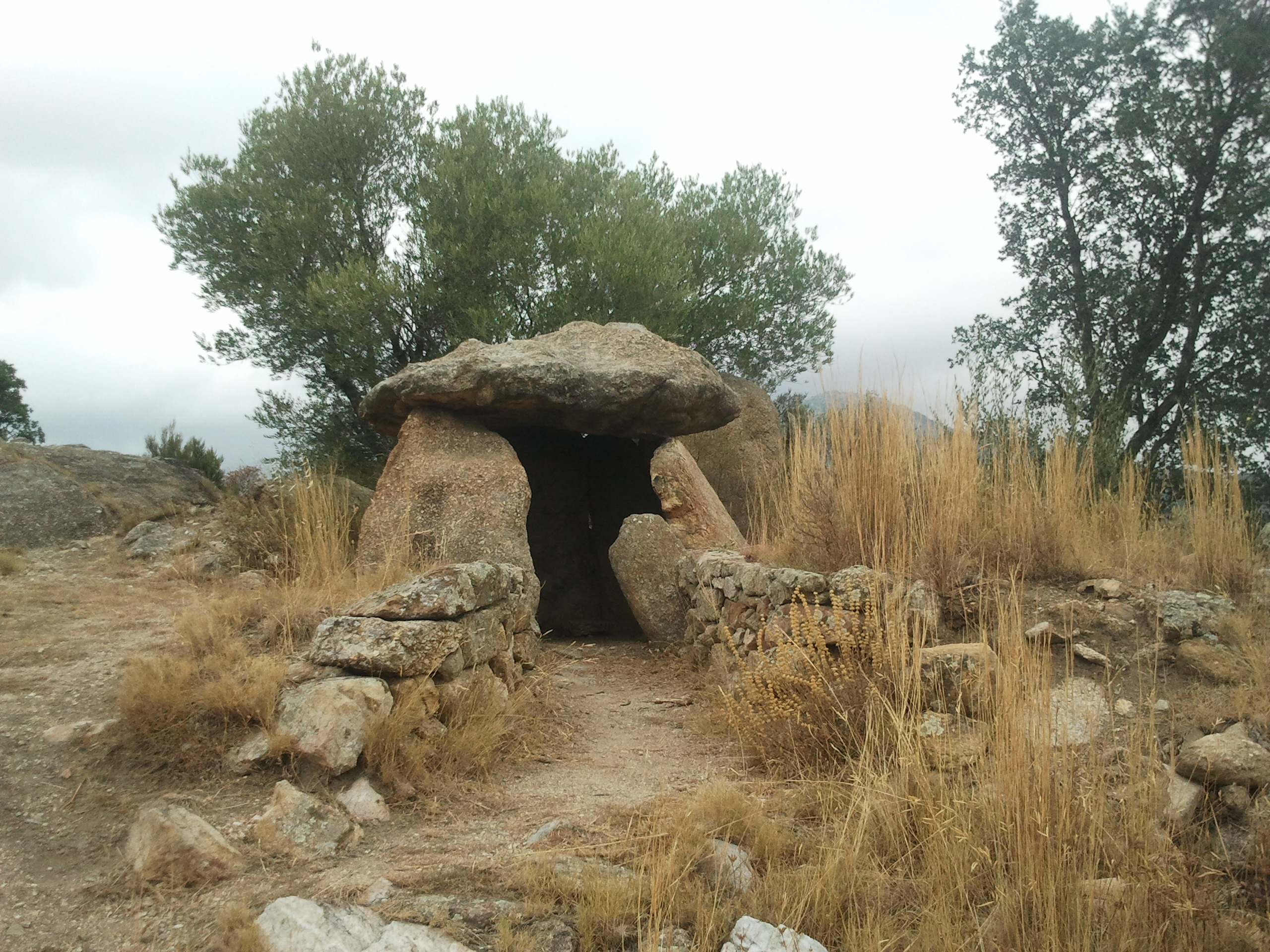
Dolmen de la Gutina, Sant Climent Sescebes

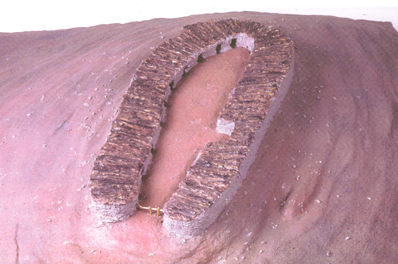
Il villaggio di Genó, tarda età del bronzo

I primi insediamenti umani scoperti in quella che è ora la Catalogna, risalgono all'inizio del Paleolitico medio. Il più antico reperto umano mai rinvenuto è una mandibola trovata a Banyoles molto probabilmente di un Homo neanderthalensis e risalente a circa 200.000 anni fa. Alcuni dei resti preistorici più importanti sono stati trovati nelle grotte di Mollet del Vallès, presso il Cau del Duc in prossimità delle montagne Montgrí, Forn d'en Sugranyes a Reus e presso siti di epoca romana a Capellades, mentre quelli del Paleolitico superiore si trovano a Reclau Viver, la grotta di Arbreda e la Bora Gran d'en Carreres, in Serinyà, o Cau de les Goges, a Sant Julià de Ramis. Resti risalenti al Mesolitico, tra l'8000 e il 5000 a.C., furono rinvenuti a Sant Gregori (Falset) e el Filador (Margalef de Montsant).
Il Neolitico in Catalogna ebbe inizio a partire dal VI millennio a.C.; la popolazione crebbe a ritmo molto sostenuto grazie all'abbondanza di risorse che consentirono un prolungamento dello stile di vita basato sulla caccia e la raccolta. I più importanti siti archeologici appartenenti al Neolitico in Catalogna sono: la Grotta di Fontmajor (L'Espluga de Francolí), la grotta di Toll (Mora), le grotte e Gran Freda (Montserrat) e rifugi di Cogul e Ulldecona. Particolare rilievo assume la diffusione del fenomeno del megalitismo. La cultura Veraziana è datata al tardo Neolitico e si diffuse in Catalogna e nella Francia sud-occidentale. 
L'avvento del Calcolitico in Catalogna è datato fra il 2500 e il 1800 a.C. quando vengono fabbricati i primi oggetti in rame. L'età del bronzo catalana si colloca in un periodo compreso fra il 1800 e il 700 a.C. La maggior parte degli insediamenti dell'età del bronzo si trovano nei pressi del fiume Segre.
La prima parte dell'età del bronzo catalana è sostanzialmente il prosieguo della precedente fase calcolitica campaniforme. Nella medià età del bronzo si intensificarono i contatti con il settore nord dei Pirenei, con la comparsa di elementi di tipo Poladiano nel Bronzo pirenaico. Durante la tarda età del bronzo (1200-1100 a.C. circa) le popolazioni indoeuropee, forse proto-celtiche, dei campi di urne (gruppo RSFO), provenienti dall'Europa centrale, corso del fiume Reno, varcano i Pirenei e si stabiliscono in Catalogna. In questo periodo vengono edificati i primi insediamenti urbani. L'Età del Ferro in Catalogna ha inizio nel VII secolo a.C. quando nella penisola iberica si diffonde la cultura di Hallstatt.

## L'età antica in Catalogna

### Periodo protostorico

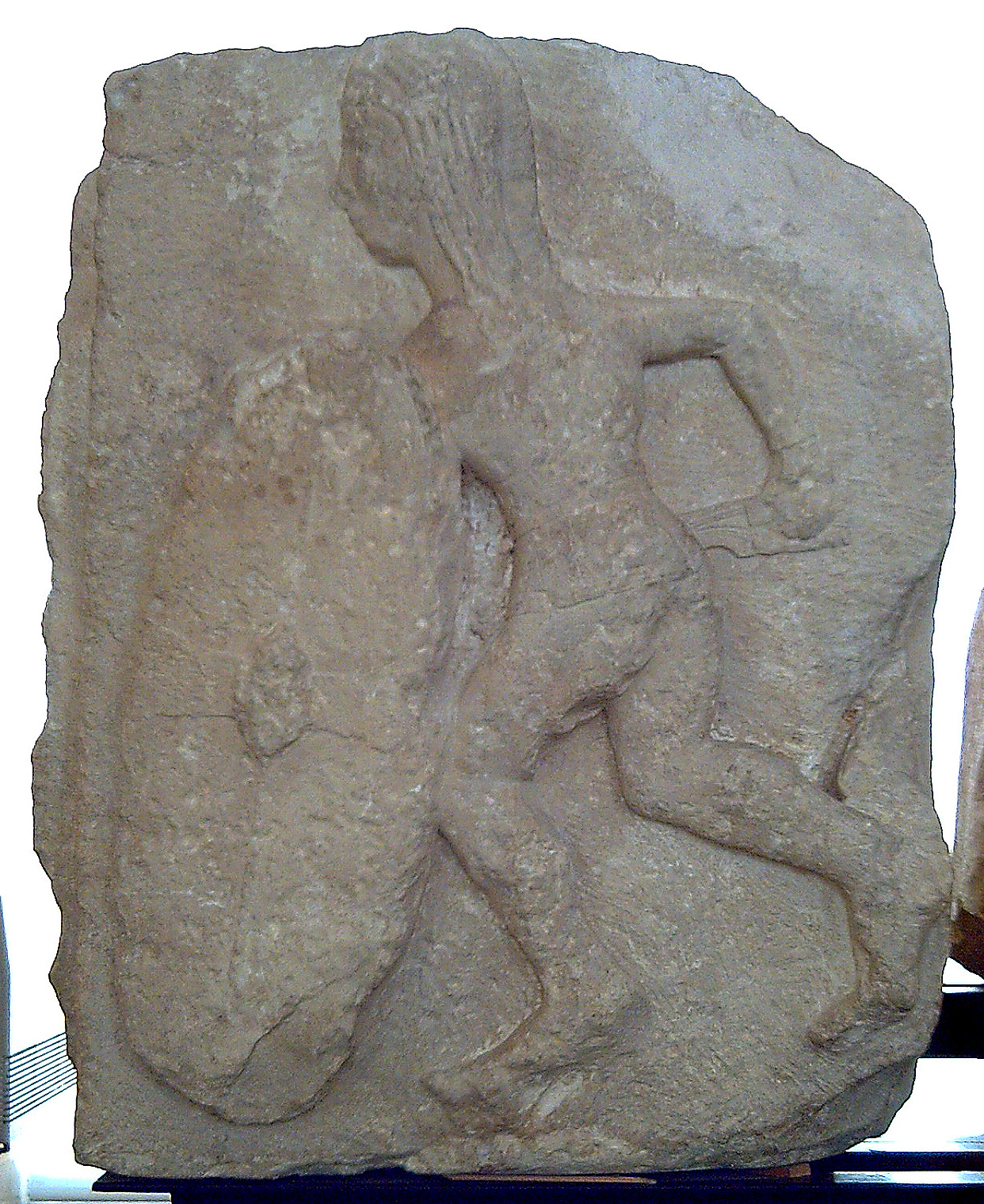
Guerriero ibero (III–II secolo a.C.)

Durante il I millennio a.C. la Catalogna era abitata da numerose tribù iberiche, fra cui gli Indigeti (nella Catalogna nord-orientale), i Cossetani (sulla costa dove sarebbe sorta Barcellona), i Lacetani e gli Ilergeti. Tali popolazioni subirono l'influenza, a partire dal VI secolo a.C. circa, delle culture greca e punica. All'epoca si sviluppò Empúries nella costa gerudense, enclave commerciale greca Focea di Massalia (l'attuale Marsiglia).
Il periodo "iberico" in Catalogna si può suddividere in tre fasi. La prima inizia nell'VIII secolo a.C., allorquando apparvero i primi oggetti in ferro. Nel secondo periodo (V - III secolo a.C.) si consolida la cultura iberica nella regione. Infine, nell'ultima fase, iniziata alla fine del III secolo a.C., si avviò, in Catalogna il lungo processo di romanizzazione a seguito dello sbarco di Gneo Cornelio Scipione Calvo ad Empúries, nel corso della seconda guerra punica, e la cacciata dei cartaginesi.

### Periodo romano

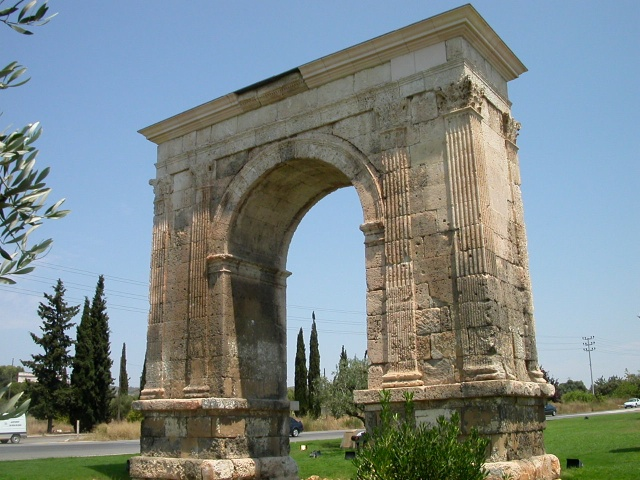
Arco di Berà (Roda de Berà, Tarragona)

Dopo la sconfitta dei Cartaginesi, le tribù iberiche si ribellarono ai Romani nel 195 a.C. ma vennero definitivamente soggiogate da Marco Porcio Catone. Conclusasi la conquista della regione si avviò il processo di romanizzazione, attraverso il quale i vari popoli della penisola assimilarono la civiltà romana pur conservando tracce più o meno rilevanti del precedente substrato culturale.
Nel frattempo il territorio della Catalogna venne rinominato Hispania Citerior (incluso nel territorio Tarraconense) con capitale Tarragona.
La Catalogna fu una delle regioni iberiche più intensamente romanizzate. Le popolazioni locali adottarono le strutture amministrative, istituzionali e giuridiche di Roma, mentre sul territorio venne sviluppata una vasta rete stradale e un sistema agricolo basato sulla trilogia mediterranea (cereali, vigneti e oliveti). Nacquero e fiorirono città di notevoli dimensioni, fra cui Tarraco e il latino si diffuse capillarmente, dando origine, in età medievale, alla lingua catalana.

## Dal III al X secolo: dalla tarda antichità all'epoca feudale

### III e IV secoli
Il declino dell'Impero Romano del III secolo portò alla distruzione e all'abbandono delle ville romane e delle strutture presenti. In questo secolo fornisce anche le prime prove documentali dell'arrivo del cristianesimo. La conversione al cristianesimo, attestata nel 3 ° secolo, fu completata in aree urbane nel 4 ° secolo. Le prime comunità cristiane del Tarraconense furono fondate nel III secolo e la diocesi di Tarraco era già stata fondata nel 259; come Barcino (Barcellona), Tarraco (Tarragona) o Gerunda (Gerona), gli insediamenti non vennero restaurati, bensì ridimensionati con strutture difensive.

### Periodo visigoto: V-VII secolo
Nel V secolo d.C. a seguito della caduta dell'Impero romano d'Occidente, i Visigoti guidati da Ataulfo, si insediarono in Tarraconense (410) e quando nel 475 il re visigoto Eurico formò il regno di Tolosa (Toulouse moderna, Francia), la Catalogna venne incorporata nel regno. I Visigoti dominarono la regione fino agli inizi dell'VIII secolo, prima da Tolosa e dopo aver perso gran parte del suo territorio a nord dei Pirenei da Toledo.

### VIII secolo: conquista musulmana
Nel 714, le forze arabe omayyadi raggiunsero la parte nord-orientale della penisola, dove ebbero luogo alcuni scontri importanti (a Saragozza e possibilmente a Barcellona). Nel 720, Narbona cadde sotto l'attacco congiunto delle forze arabo-berbere, a cui seguì la conquista di quel che rimaneva dell'antico regno visigoto, ossia la Settimania (Nîmes cadde nel 725). L'ultimo re visigoto, Ardo, morì in guerra (721).

### La conquista carolingia e la formazione della Marca di Spagna
La successiva reazione carolingia, capeggiata da Carlo Martello, mise freno all'espansione musulmana con la Battaglia di Tolosa del 721, facendo progressivamente retrocedere i Mori. Questo processo continuò con la creazione della Marca di Spagna, un territorio cuscinetto che serviva da frontiera meridionale per l'Impero carolingio.

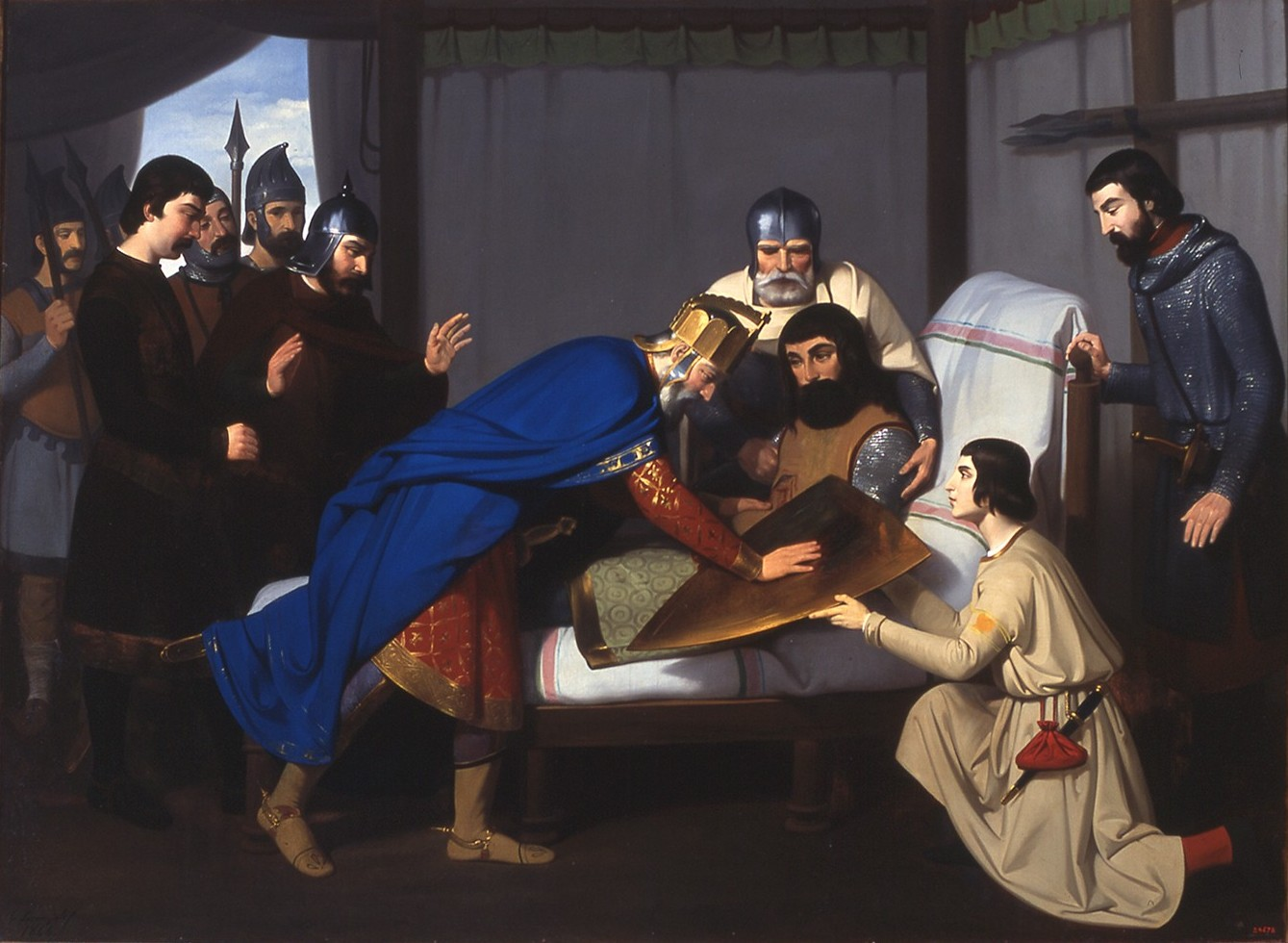
Origine del blasone della contea di Barcellona, di Claudi Lorenzale

La prima contea ad essere riconquistata ai Mori fu quella di Rossiglione (con Vallespir) nella ex Settimania, dopo la conquista di Narbona (759). Nel 785 fu presa la contea di Gerona (con Besalú), nel settore meridionale dei Pirenei. Ribagorza e Pallars erano legate a Tolosa e furono aggiunte a questa contea intorno al 790. Urgell e Cerdanya vennero integrate nel 798. Le prime notizie sulla contea di Empúries (con Perelada) sono del 812, ma questa era probabilmente sotto il controllo dei Franchi già prima del 800. Dopo una serie di lotte, il figlio di Carlo Magno, Ludovico il Pio prese Barcellona all'emiro moresco nel 801 e creò la contea di Barcellona.
I conti della Marca Hispanica possedevano dei piccoli territori periferici, governati da miles minori, che dovevano giurare fedeltà, attraverso il conte, all'imperatore, o ai suoi successori carolingi e ottoniani.
Alla fine del IX secolo, il monarca carolingio Carlo il Calvo designò Goffredo il Villoso - un discendente di una famiglia nobile di Conflent e figlio del precedente conte di Barcellona Sunifredo I di Barcellona - conte di Cerdanya e Urgell (870); dopo la morte di Carlo (877), Goffredo divenne conte di Barcellona e Girona (878), e così riunì la maggior parte di quello che più tardi diventerà il territorio catalano, e anche se alla sua morte le contee furono divise ancora una volta tra i suoi figli, ad eccezione di un breve periodo, Barcellona, Girona e Ausona continuarono ad essere unite sotto un solo conte. Goffredo rese il suo titolo ereditario e fondò la dinastia della Casa di Barcellona, che governò la Catalogna fino al 1410.

### L'indipendenza delle contee catalane e il feudalesimo: X-XI secolo

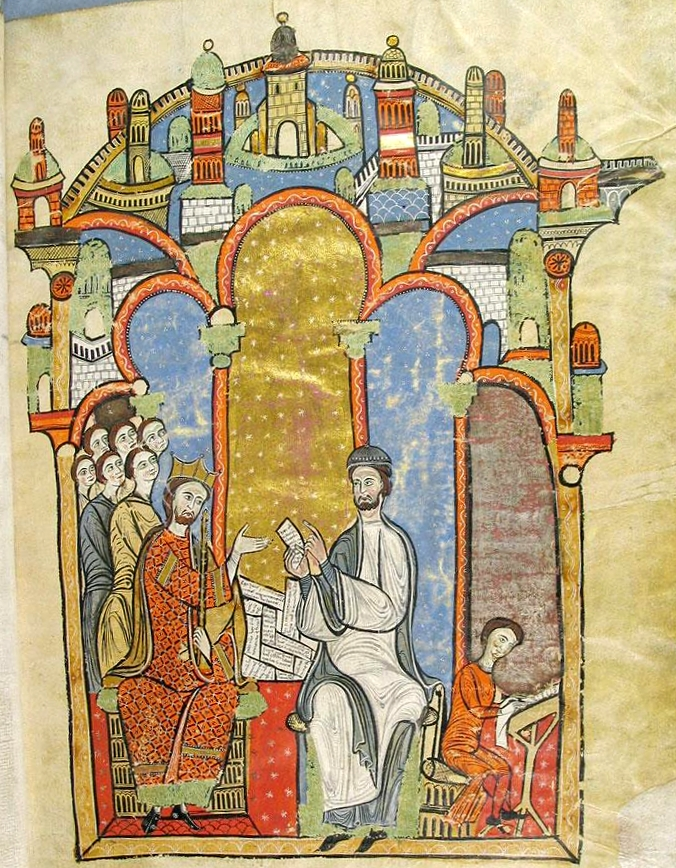
Liber feudorum maior, compilazione di documenti relativi ai domini dei Conti di Barcellona e dei suoi vassalli.
Frontespizio

Durante il X secolo le contee catalane si resero progressivamente indipendenti dal potere carolingio. La fedeltà verso i Franchi si ruppe del tutto quando il conte Borrell II di Barcellona nel 987 non giurò fedeltà a Ugo Capeto, il primo monarca dei Capetingi. In quegli anni, per la prima volta dall'invasione musulmana, la popolazione delle contee catalane incominciò ad aumentare. Durante il IX e il X secolo, le contee divennero sempre più una società di aloers, contadini proprietari di piccole aziende agricole famigliari, che vivevano di agricoltura di sussistenza non vincolati da obblighi feudali.
L'XI secolo fu caratterizzato dalla nascita della società feudale, con le miles che svilupparono legami di vassallaggio su questi contadini, precedentemente indipendenti. Gli anni centrali del secolo furono caratterizzati da una virulenta guerra di classe. La violenza signorile si scatenò contro i contadini, utilizzando nuove tattiche militari, con soldati mercenari ben armati a cavallo. Entro la fine del secolo, la maggior parte degli aloers furono trasformati in vassalli.
Ciò coincise con un indebolimento del potere dei conti e con la divisione delle Marca di Spagna in più numerose contee, che poco a poco divennero degli stati feudali. Dal trionfo di Raimondo Berengario I di Barcellona sugli altri conti catalani, i conti di Barcellona organizzarono una fitta rete di alleanze tra i vari conti catalani e la Corona.
Nel Liber maiolichinus scritto in latino e risalente alla prima metà dell'XI secolo è attestato per la prima volta il termine "Catalonia" per indicare la regione; nel libro in questione Raimondo Berengario III, Conte di Barcellona è descritto come catalanicus heroes, rector catalanicus, e dux catalanensis.
Alcuni manoscritti suggeriscono che Catalunya (latino Gathia Launia) Gothia (o Gauthia), significhi "Terra dei Goti", dal momento che le origini dei conti e del popolo catalano si trovavano nell'antica marca di Gothia, nota come Gothia, da cui il termine (Gothland> Gothlandia> Gothalania) Catalogna è, teoricamente, derivabile. Durante il medioevo, i cronisti bizantini sostennero che Catalania derivasse dalla mescolanza locale dei Goti con gli Alani, inizialmente costituendo una Goto-Alania. In alternativa, il nome potrebbe venire dalla parola "ca(s)telan" (abitante del castello), trovandosi nella zona numerose fortificazioni.
Inoltre, i nomi Catalogna o Cathalania (Catalogna) e catalanenses (Catalans) vennero usati con riferimento all'area geografica della Linguadoca.

### XII secolo: espansione delle contea di Barcellona
Fino alla metà del XII secolo, i conti di Barcellona cercarono di espandere i loro domini in molteplici direzioni. Raimondo Berengario III di Barcellona incorporò la contea di Besalú, parte della contea di Empúries, tutta la contea di Cerdanya nonché la contea di Provenza, attraverso il suo matrimonio con Dolce I di Provenza. La chiesa catalana, da parte sua, divenne indipendente dalla diocesi di Narbona, ripristinando la sede arcivescovile di Tarragona (1118).

## Dal XII al XV secolo: il periodo aragonese

### XII-XV secoli: la Corona di Aragona

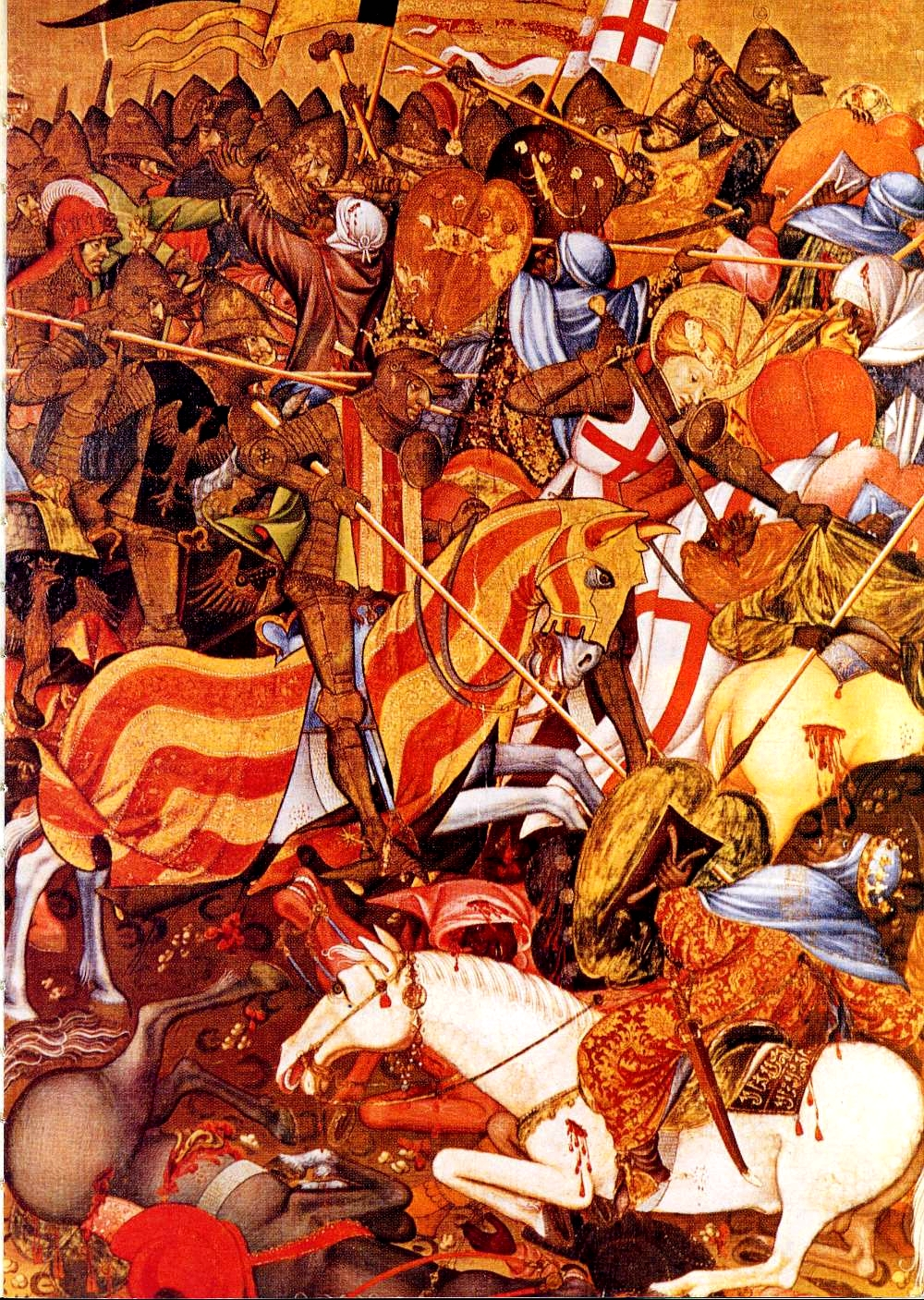
La vittoriosa battaglia del "Puig de Santa Maria" contro gli arabi per la conquista di Valencia (1237)

Attraverso il matrimonio di Raimondo Berengario IV con Petronilla di Aragona avvenne l'unione politica della contea di Barcellona con il regno di Aragona. Il nuovo stato venne denominato ufficialmente "Corona di Aragona" mentre la contea di Barcellona venne integrata nel nuovo stato formato per le antiche contee catalane, cui denominazione sarà di "Principato di Catalogna" dopo il XIV secolo. La Catalogna e l'Aragona mantennero comunque i loro rispettivi governi separati. Raimondo Berengario IV conquistò inoltre Tortosa e Lleida, cosicché la Catalogna assunse i confini odierni.
Nei secoli successivi il Principato di Catalogna divenne uno dei più importanti stati europei e attraverso delle campagne militari completò la Reconquista dei territori meridionali ancora in mano agli arabi: la Valencia e le Baleari entrarono quindi a far parte della Corona d'Aragona. Tuttavia vi fu una battuta d'arresto nei territori settentrionali; le contee occitane sotto il dominio catalano vennero annesse dal nascente regno di Francia. Nel 1258, Giacomo I di Aragona e Luigi IX di Francia firmarono il trattato di Corbeil: il re francese, come erede di Carlo Magno, rinunciò ai loro diritti feudali sulla Catalogna, che era di fatto indipendente dal dominio francese dalla fine del X secolo, mentre Giacomo rinunciò alle sue affermazioni in Occitania.
Durante questo periodo, la Catalogna sviluppò numerose istituzioni politiche, che limitavano il potere reale: la Cort General di Catalogna, uno dei primi organi parlamentari europei che bandirono ufficialmente il potere reale di creare legislazione unilateralmente (dal 1283), la Generalitat e il Consiglio dei Cento di Barcellona. La legislazione più importante, obbligatoriamente approvata nella Cort General, erano le costituzioni.
Nel XIII e XIV secolo anche il Regno di Sicilia, il Regno di Sardegna e il Regno di Napoli e il ducato di Atene e Neopatria vennero progressivamente conquistati e inclusi nella corona d'Aragona, che raggiunse la sua massima estensione geografica. Questa espansione territoriale fu accompagnata da un grande sviluppo del commercio catalano, centrato a Barcellona, creando un'estesa rete commerciale attraverso il Mediterraneo che competeva con quelle delle repubbliche marinare di Genova e Venezia. In questa linea sono state create istituzioni che offrono protezione legale ai commercianti, come il Consolato del Mare e il Libro del Consolato del Mare, una delle prime raccolte di leggi marittime.
Il secondo quarto del XIV secolo vide cambiamenti cruciali per la Catalogna, segnati da una successione di catastrofi naturali, crisi demografiche, stagnazione e declino dell'economia catalana e l'aumento delle tensioni sociali. Tra il 1347 e il 1497 il Principato di Catalogna perse il 37% della sua popolazione. Nel 1410, il re Martin I morì senza discendenti sopravvissuti. Sotto il Compromesso di Caspe, Ferdinando dalla Casa Castigliana di Trastámara ricevette la Corona d'Aragona come Ferdinando I d'Aragona. Il successore di Ferdinando, Alfonso V ("il Magnanimo"), promosse una nuova fase di espansione aragonese, questa volta sul Regno di Napoli, su cui alla fine conquistò il dominio nel 1443. Allo stesso tempo, però, aggravò la crisi sociale in il Principato di Catalogna, sia in campagna che nelle città. Durante il regno di Giovanni II, le tensioni sociali e politiche causarono la guerra civile catalana (1462-1472).

## Dal XVI al XVIII secolo: L'era moderna

### Unione delle Corone di Castiglia e d'Aragona

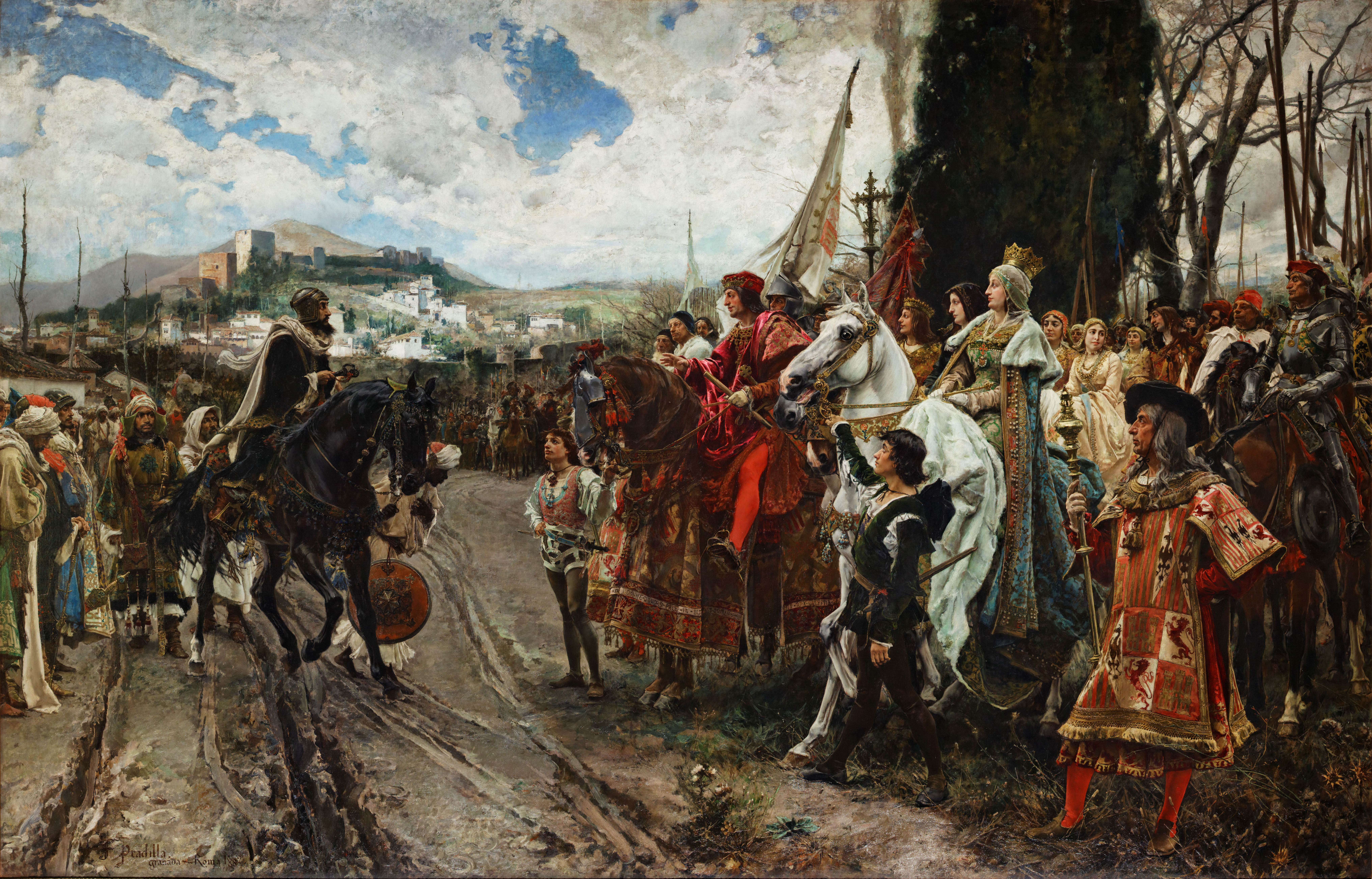
La resa di Granada di Francisco Pradilla Ortiz

Molto più laboriosa fu l'unione dinastica fra il Regno di Castiglia e la Corona d'Aragona. Quest'ultima, dopo la riconquista del Levante valenzano (XIII secolo) e l'espansione in Sicilia (1282), Sardegna, Grecia (XIV secolo) e regno di Napoli (XV secolo) si era imposta come una grande potenza mediterranea. L'ascesa al trono della famiglia castigliana dei Trastámara a seguito del compromesso di Caspe (1412) aveva avvicinato considerevolmente i due Stati più forti della penisola iberica.
L'unione fra la Castiglia e l'Aragona si sarebbe realizzata circa mezzo secolo più tardi, a seguito del matrimonio fra Isabella, principessa ereditaria di Castiglia, e Fernando II, principe ereditario di Aragona, che fu celebrato in gran segreto nel 1469. I due sposi ascesero al trono dei rispettivi regni nel 1474 e 1479 anche se Isabella, alla morte di suo fratello (Enrico IV), dovette far valere i propri diritti al trono nei confronti di sua nipote, Giovanna la Beltraneja, con la forza delle armi. La guerra si protrasse fino al 1479, anno in cui anche suo marito Ferdinando II cinse la corona d'Aragona. L'unione fra i due regni, vincolati attraverso il matrimonio dei rispettivi sovrani e dei loro successori, si sarebbe protratta fino agli inizi del XVIII secolo. Solo con l'avvento dei Borbone in Spagna infatti, si realizzò una fusione effettiva fra le due entità statuali.
Durante il regno di Isabella e Ferdinando si portò a termine la Reconquista, con la conquista di Granada da parte dei Re Cattolici che la annetterono nel 1492 al Regno di Castiglia. In questo stesso anno vennero scacciati gli ebrei dalla Spagna, e venne scoperta l'America, in nome della corona, da Cristoforo Colombo.

## Casa d'Austria

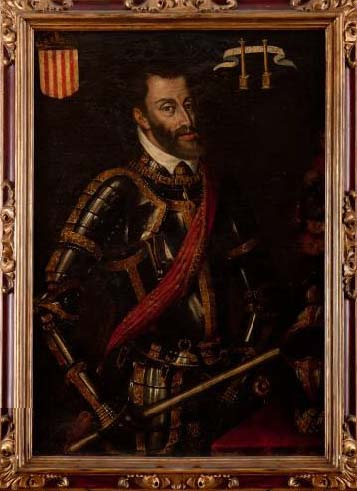
Carlo V comme Conte di Barcellona, Galleria dei ritratti dei Conti di Barcellona di Filippo Ariosto (1587)

Gli Asburgo furono la dinastia regnante in Spagna tra il Cinquecento e il Seicento. L'imperatore Carlo V (Carlo I di Spagna) ereditò, dai suoi antenati un enorme complesso territoriale senza paragone nella storia, che si estendeva dalle Filippine al Messico e dai Paesi Bassi al Stretto di Magellano. Oltre all'espansione oceanica e alla conquista di alcuni Stati, come il Ducato di Milano, fu il risultato dell'eredità di quattro casate: quella di Borgogna, Austria, Aragona e Castiglia. Gli Stati europei posti sotto la sovranità di Carlo V, sia nella penisola iberica che al di fuori di essa, mantennero generalmente le proprie libertà civiche e le proprie istituzioni parlamentari pur essendo strettamente vincolati fra di loro da una forma di fedeltà dinastica alla casa regnante degli Asburgo che solo le guerre di religione riuscirono temporaneamente ad intaccare.
Alla morte di Carlo V, allorquando l'eredità venne divisa tra il fratello Ferdinando e il figlio Filippo la casa degli Asburgo si divise si parla di due rami: uno principale, quello di Spagna, e uno cadetto, cui toccarono la dignità imperiale e i domini d'Austria. Curiosamente, il ramo spagnolo della dinastia è conosciuto in Spagna come Casa de Austria (gli stessi Asburgo spagnoli, a partire da Filippo III, preferirono definire la propria casata sotto tale forma). Con Filippo II ebbe inizio una progressiva castiglianizzazione degli altri stati spagnoli e una centralizzazione del potere molto più marcata che in epoca di Carlo V. Il Regno di Castiglia divenne, nella seconda metà del XVI secolo, il centro nevralgico della Casa de Austria, sia sotto il profilo economico e militare che politico. Sotto gli Asburgo una Spagna ancora multinazionale, ma che aveva adottato oramai la lengua del imperio come lingua di corte e di cultura conobbe il proprio apogeo, passato alla storia come il Siglo de oro.
La supremazia marittima della Spagna fu dimostrata con la vittoria a Lepanto nel 1571, anche se successivamente, per una serie di circostanze sfavorevoli l'Invincibile Armata fu sconfitta. Tuttavia, fino almeno agli anni quaranta del Seicento, il potere militare spagnolo nel continente non venne mai messo in discussione. L'enorme sforzo bellico, unitamente a una politica imperialista cui venne soggetta sia la Spagna che gli altri Stati posti sotto sovranità asburgica, diedero però l'avvio a un processo di decadenza economica che caratterizzò gran parte del XVII secolo e che venne acuito da alcuni gravi rovesci militari che, attorno alla metà del secolo, portarono al ridimensionamento della potenza militare spagnola sancito con la Pace di Vestfalia. Ad aggravare la situazione intervennero le sollevazioni simultanee in Portogallo, in Catalogna a Napoli e in Sicilia con la perdita di alcuni territori (Paesi Bassi protestanti e Portogallo). Nei possedimenti d'oltremare, a partire dal Seicento, iniziò ad essere combattuta la guerra di corsa dei pirati inglesi, olandesi e francesi.
Dopo la Guerra di Successione la Spagna perdette la preponderanza militare in Europa e, benché continuasse ad essere una grande potenza atlantica, dovette cedere il dominio dei mari, nel corso del XVIII secolo, ad una sua vecchia rivale, la Gran Bretagna.

### XVII secolo

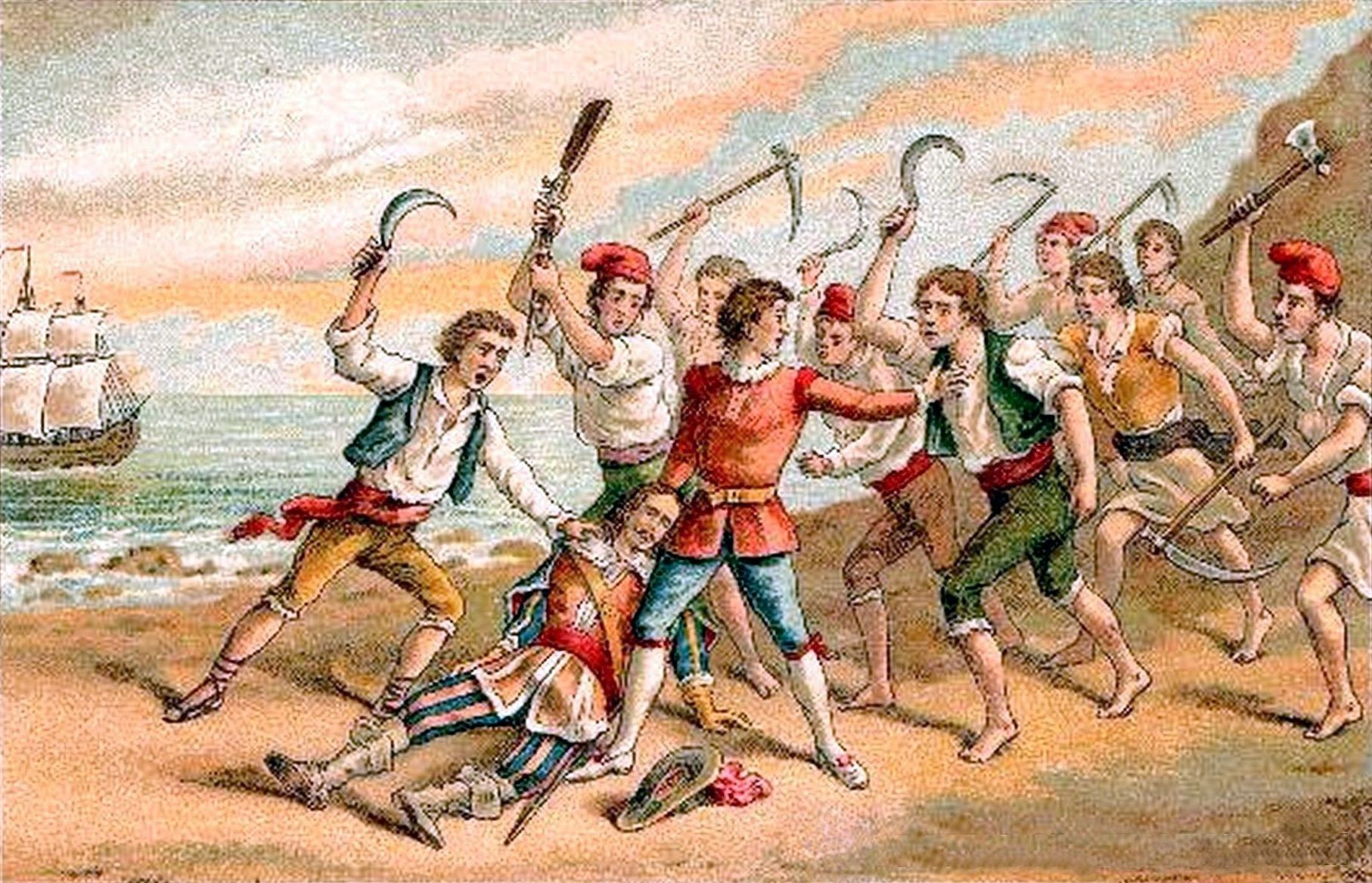
Corpus di sangue (1910)

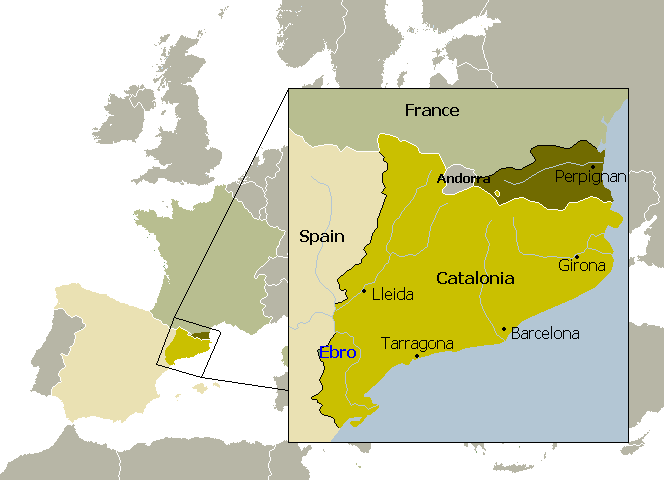
Partizione della Catalogna (1659)

La Guerra dei Mietitori (in catalano Guerra dels Segadors, 1640-59) iniziò come una rivolta dei contadini a Barcellona. I conflitti erano già sorti tra la Catalogna e la monarchia ai tempi di Filippo II. Avendo esaurito le risorse economiche della Castiglia, Filippo desiderava avvalersi di quelle della Catalogna; le istituzioni e le leggi governative catalane erano ben protette dai termini di unione dei regni, ed erano gelosamente custodite dalla popolazione catalana, mentre la partecipazione della comunità politica nel governo locale e generale del Principato era aumentata. Dopo che Filippo IV salì al trono nel 1621, il conte duca di Olivares tentò di sostenere un'ambiziosa politica estera tassando i regni della penisola iberica, il che significava mettere da parte i principi fino ad allora prevalenti della confederazione, a favore del centralismo (spesso definito in un contesto spagnolo come unitarismo). La resistenza in Catalogna era particolarmente forte, data la mancanza di un significativo ritorno regionale apparente per i sacrifici. Le Cortes catalane del 1626 e del 1632 non furono mai conclusee, a causa dell'opposizione degli “Stati” contro le disposizioni economiche e militari di Olivares, che in molti casi violavano le costituzioni catalane.
Quando i tercios spagnoli (corpi militari) si concentrarono nel Rossiglione alla fine del 1630, a causa della guerra dei trent'anni con la Francia, ai contadini locali fu richiesto di alloggiare e provvedere alle truppe. Il 7 giugno 1640 una rivolta nota come Corpus de Sang costò la vita di vari funzionari reali, non tutti castigliani. Dalmau de Queralt, conte di Santa Coloma e viceré di Catalogna fu assassinato durante gli eventi. Gli ammutinati continuarono; poche settimane dopo Pau Claris, presidente della Generalitat de Catalunya, chiamò i membri politici di tutto il Principato per formare una Junta de Braços o Braços Generals (Stati generali), un organo consultivo. La chiamata fu un successo e la presenza di città e villaggi feudali fu eccezionalmente ampia. Questa assemblea ha funzionato con le votazioni individuali e ha iniziato a creare e applicare varie misure rivoluzionarie, come l'istituzione di un Consiglio di Difesa del Principato, una tassa speciale per la nobiltà (il Batalló) e ha preso contatti con il Regno di Francia, mentre la tensione con la monarchia crebbe e iniziarono i conflitti militari.
Finalmente, il 17 gennaio 1641, gli Stati Generali dichiararono la Repubblica Catalana sotto la protezione della Francia, ma una settimana dopo le istituzioni catalane, avendo bisogno di più aiuti militari francesi, accettarono il Re Luigi XIII di Francia come Conte di Barcellona. Ciò permise all'esercito francese di attraversare i Pirenei nella penisola iberica durante la lunga guerra franco-spagnola, sconfiggendo insieme l'esercito spagnolo nella battaglia di Montjuïc, vicino a Barcellona, il 26 gennaio 1641. Dopo importanti battute d'arresto, le forze spagnole avevano cacciato i francesi e schiacciarono la ribellione, e nel 1652 Barcellona e gran parte della Catalogna facevano ancora parte della Monarchia di Spagna, ma la Catalogna ottenne il riconoscimento dei suoi diritti dalla monarchia spagnola degli Asburgo, con poche eccezioni. Quando la guerra tra Spagna e Francia terminò nel 1659, il trattato di pace cedette i territori di lingua catalana a nord dei Pirenei, Rossiglione, Conflent, Vallespir, Capcir e la metà settentrionale della Cerdagna, alla Francia.

### XVIII secolo

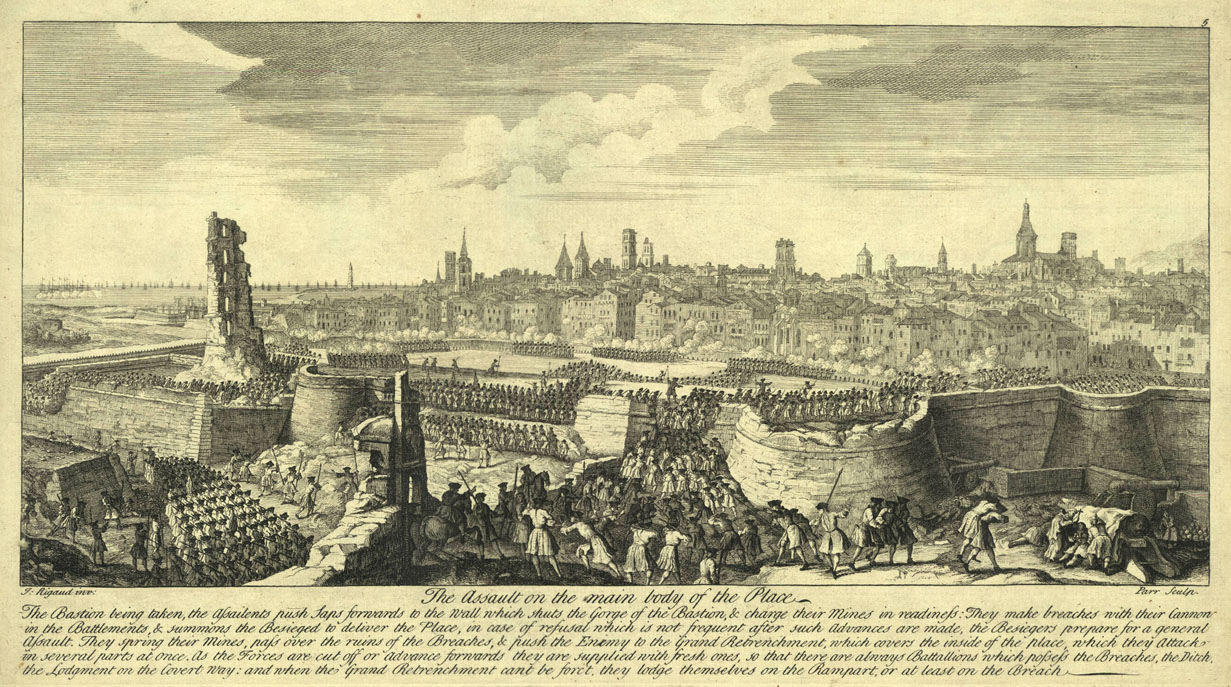
Assedio di Barcellona, 11 settembre 1714

Negli ultimi decenni del XVII secolo durante il regno dell'ultimo re asburgico della Spagna, Carlo II, nonostante il conflitto intermittente tra Spagna e Francia, la popolazione aumentò fino a circa 500.000 abitanti e l'economia catalana si riprese, non solo a Barcellona, ma anche lungo la costa catalana e in alcune zone interne. Questa crescita economica è stata sostenuta dall'esportazione di vino in Inghilterra e nella Repubblica olandese, paesi che sono stati coinvolti nella Guerra dei Nove Anni contro la Francia, di conseguenza, non sono stati in grado di commerciare il vino francese. Questo nuovo commercio fece sì che molti catalani guardassero all'Inghilterra e, soprattutto, ai Paesi Bassi, come modelli politici ed economici per la Catalogna.
Tuttavia, alla fine del secolo, dopo la morte di Carlo II senza figli (1700), la Corona di Spagna passò al suo successore scelto, Filippo V della Casa di Borbone. La Grande Alleanza di Austria, Inghilterra e la Repubblica olandese diedero sostegno militare ad un pretendente asburgico della corona, l'Arciduca Carlo come Carlo III di Spagna. La Catalogna inizialmente accettò Filippo V in seguito a lunghe trattative tra Filippo V e le Corti catalane tra il 12.10.1701 e il 14.1.1702, il che portò ad un accordo in cui il Principato di Catalogna conservava tutti i suoi precedenti privilegi e ottenne una Corte di Contraenti (Tribunal de Contrafaccions) lo status di porto franco (Port Franc) per Barcellona e il diritto limitato al commercio con l'America, ma questo non durò. Nel 1705 l'arciduca entrò a Barcellona, che lo riconobbe come re nel 1706; rompendo così un giuramento di lealtà alla clausura borbonica, che ebbe ripercussioni negative per la Catalogna quando Filippo V alla fine perse la guerra - cedette i Paesi Bassi spagnoli e il Sud Italia agli austro-tedeschi - ma mantenne il territorio catalano.
La conseguente guerra di successione spagnola (1701-14) potrebbe aver giovato agli alleati stranieri di Carlo, ma fu un disastro per i catalani, i valenciani e gli aragonesi. Il trattato di Utrecht (1713) pose fine alla possibilità della resistenza catalana al dominio borbonico, e la sua capitale, Barcellona, si arrese l'11 settembre 1714. Il re borbonico, determinato a punire ciò che considerava una sedizione della Catalogna, Valencia e Aragona, stabilì i Decreti di Nueva Planta (1716), abolendo le istituzioni e i diritti catalani, valenciani e aragonesi, e con essi le Corti catalane, la Generalitat, il Consiglio dei Cento di Barcellona e le costituzioni catalane, eccetto la legge civile, e li sostituisce con il castigliano, stabilendo l'assolutismo come nuova forma di governo e sostituì le tradizionali vegueries con corregimientos come divisione territoriale della Catalogna.

## XIX secolo

### Ferdinando VII
Ferdinando fu un imperatore di nota importanza che diede atto a molte cariche ecclesiastiche.

### Regno di Isabella II

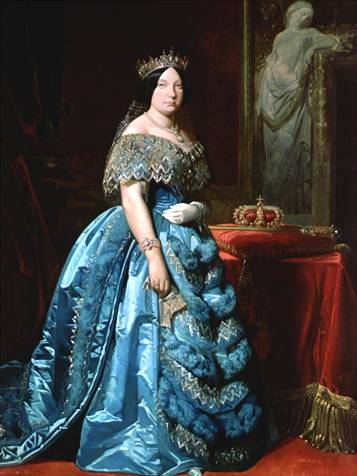
Isabel II

Nel 1843 salì al trono Isabella II di Spagna. Durante il suo regno la monarchia iniziò a perdere potere rispetto al Parlamento. Sull'onda del movimento democratico europeo acquistarono maggior potere i moderati e si organizzano i primi movimenti operai. Vennero attuate riforme agrarie e venne incentivata l'industria nascente. Ma la condotta impopolare della Regina e la forte crisi interna al paese esplosero nel 1868 in una rivolta militare, la cosiddetta Gloriosa rivoluzione, guidata dai Generali Prim, Serrano e Topete, i quali chiedevano la detronizzazione di Isabella II ed il ritorno della sovranità alla Nazione.

### Sessennio democratico
Nel settembre del 1868, la persistente crisi economica della Spagna scatenò la Rivoluzione di settembre (detta La Gloriosa), provocando la deposizione di Isabella II e l'inizio del cosiddetto Sessennio democratico (1868-1874). In tutto il paese scoppiarono rivolte popolari e si formarono giute locali di governo, fino a quando il nuovo governo ordinò la loro dissoluzione. Il generale Joan Prim fu nominato Primo Ministro del governo provvisorio (1869-1870), e il suo governo convocò, per la prima volta, elezioni parlamentari a suffragio universale per stabilire il futuro politico della Spagna. In Catalogna, i repubblicani federalisti ottennero la maggioranza dei seggi, mentre i risultati generali in Spagna diedero una vittoria alla coalizione di monarchici progressisti. La Spagna divenne una monarchia rappresentativa e Amadeo di Savoia venne scelto come nuovo re. Pochi giorni prima dell'arrivo di Amadeo, Prim fu assassinato. Nel frattempo, i repubblicani federalisti di Catalogna, Aragona, Valencia e Isole Baleari firmarono il Patto federale di Tortosa (1869) e nello stesso anno vi fu una rivolta federalista.
L'ascesa di Amadeo I al trono di Spagna (1870-1873) si rivelò instabile, il suo regno vide lo scoppio della terza guerra carlista (1872-1876), la lotta di Cuba per l'indipendenza, la diffusione delle idee della Prima internazionale e la problemi economici, che terminano con le dimissioni del re. Questa decisione consentì la proclamazione della Prima Repubblica spagnola (1873-1874), proclamata l'11 febbraio del 1873 dall'Asamblea Nacional e durò undici mesi durante i quali vennero nominati quattro Presidenti. I suoi primi presidenti, Estanislau Figueras e Francesc Pi i Margall, furono catalani. Durante questo periodo ci furono dei tentativi da parte di federalisti radicali di proclamare uno stato catalano federato. La debolezza con la quale nacque la repubblica e che provocò la successiva restaurazione borbonica era dovuta a vari fattori, tra i quali la mancanza di una sufficiente base sociale, dimostrata dal malcontento dei contadini e degli operai, l'opposizione organizzata dai conservatori o monarchici, incluse le sollevazioni dei carlisti e la mancanza di una borghesia che sostenesse il nuovo regime.

### Restaurazione Borbonica
Si definisce Restaurazione borbonica il periodo che va dalla dichiarazione del generale Arsenio Martínez Campos nel 1874 che sancì la fine della Prima Repubblica spagnola alla proclamazione della Seconda Repubblica nel 14 aprile del 1931. Il nuovo monarca fu Alfonso XII, figlio di Isabella. Questo periodo è caratterizzato da una certa stabilità istituzionale, grazie alla modifica dello stato in senso liberale e all'incorporazione dei movimenti sociali e politici, nonché alla nascita delle prime industrie.
Nel 1898, dopo la guerra ispano-americana, la Spagna perdette Cuba e Porto Rico, le sue ultime colonie nel Nuovo Mondo, oltre alle Filippine e a Guam.
Agli inizi nel Novecento in Spagna iniziarono a diffondersi le nuove ideologie, come il nazionalismo, il socialismo e l'anarchia. Nel 1909 una rivolta scoppiata in Catalogna venne repressa brutalmente.
La Spagna restò neutrale durante la Grande Guerra. Con la fine del periodo di guerra la Spagna tornò in crisi e nel 1919 ci furono rivolte operaie che vennero represse.

## XX secolo

### Regno di Alfonso XIII e la dittatura di Primo de Rivera
Il 13 settembre del 1923 il capitano generale della Catalogna, Miguel Primo de Rivera si ribellò contro il Governo e dette inizio a un colpo di Stato con l'appoggio della maggioranza delle unità militari. La riunione prevista delle Cortes Generales per una data immediatamente successiva con l'obiettivo di analizzare il problema del Marocco e il ruolo dell'esercito nella contesa, fu il detonatore della rivolta. Oltre a questa situazione il sistema monarchico stava affrontando una grave crisi, non riuscendo a inquadrarsi nel XX secolo, segnato dalla rivoluzione industriale accelerata, dal ruolo non riconosciuto alla borghesia, tensioni nazionaliste e i partiti politici tradizionali che non erano capaci di affrontare un regime pienamente democratico.
Dopo la crisi economica del 1927, accentuata soprattutto nel 1929, la repressione violenta degli operai e degli intellettuali e la mancanza di sintonia tra la borghesia e la dittatura, la monarchia divenne l'obiettivo dell'opposizione, riunitasi al completo nell'agosto del 1930 nel Patto di San Sebastian. I governi Dámaso Berenguer, denominato la "dictablanda", e di Juan Bautista Aznar-Cabañas, non riuscirono a invertire la tendenza. Dopo le elezioni amministrative del 1931, il 14 aprile viene proclamata la Seconda Repubblica, terminando la restaurazione borbonica in Spagna.

### Seconda Repubblica spagnola
Caduta la dittatura del generale Primo de Rivera, Macià fece finalmente ritorno in Catalogna il 22 febbraio del 1931 e si iscrisse alla Esquerra Republicana de Catalunya ("Sinistra Repubblicana di Catalogna", ERC).
Il 14 aprile 1931, dopo la vittoria della Sinistra Repubblicana di Catalogna alle elezioni municipali, Macià proclamò la Repubblica Catalana, dentro d'una federazione di repubbliche iberiche, in un famoso discorso dal balcone del Palazzo della Generalitat. La proclamazione della Repubblica catalana giunse soltanto alcune ore prima della proclamazione di Niceto Alcalá-Zamora della nascita della Seconda Repubblica spagnola.
L'autoproclamazione preoccupò il governo provvisorio della Seconda Repubblica. Vennero inviati per l'occasione a Barcellona, il 17 aprile del 1931, con l'intento di trovare una mediazione, i ministri Fernando de los Ríos, Marcel·lí Domingo e Lluís Nicolau d'Olwer. La mediazione fu trovata con molti sforzi da entrambe le parti. Macià dovette rinunciare alla Repubblica Catalana in ragione di una nuova forma di ampia autonomia, la Generalitat de Catalunya, antica istituzione d'autogoverno di Catalogna.
Macià fu quindi a capo del governo di Catalogna e fu presidente della Generalitat de Catalunya dal 28 aprile 1931 fino alla sua morte (1933). Il nuovo governo provvisorio catalano aveva come obiettivo principale la redazione di uno statuto di autonomia. Il primo abbozzo fu ultimato a Núria il 20 giugno 1931. Il testo fu sottoposto all'approvazione dei municipi catalani, che si pronunciarono a favore. Il Parlamento della Catalogna fu eletto il 20 novembre 1932 e l'ERC vinse un'ampia maggioranza di seggi. Sotto i suoi due presidenti, Francesc Macià (1931-1933) e Lluís Companys (1934-1939), la Generalitat de Catalunya, democraticamente guidata per la sinistra, sviluppò un compito considerevole in diverse aree come cultura, salute, educazione e diritto civile, nonostante la grave crisi economica che la Repubblica ha ereditato, le sue ripercussioni sociali, la bassa autonomia fiscale concessa dallo Statuto e le vicissitudini politiche del periodo.

#### I fatti d'Ottobre

Bandiera dell'indipendentismo catalano

Nel 1934 scoppiò la polemica intorno ai Contratti di lavoro agricolo, che lo vide opposto ai grandi proprietari terrieri e al governo centrale.
L'inclusione di tre ministri della Confederación Española de Derechas Autónomas (CEDA) nel governo guidato da Ricardo Samper, avvenuta il 1º ottobre 1934, innescò il 5 ottobre lo sciopero generale voluto dai sindacati di sinistra. A Madrid vi fu il tentativo di occupare il ministero dell'Interno, il Parlamento e la Banca di stato ma furono tutti arrestati dalle forze di sicurezza. Tra gli arrestati anche Francisco Largo Caballero.
In Catalogna lo sciopero ebbe maggior successo, nonostante l'assenza dei sindacati anarchici della CNT. Lluís Companys i Jover che era succeduto a Francesc Macià ne approfittò per proclamare l'indipendenza dello stato Catalano il 6 ottobre 1934 dal balcone del palazzo della Generalitat de Catalunya.
(Lluís Companys i Jover, all'epoca presidente della Generalitat de Catalunya)
Ci fu qualche scontro tra le milizie catalane e le forze dell'esercito che procò una ventina di morti, poi il nuovo primo ministro Lerroux ordinò lo stato di guerra e diede disposizioni al generale Domingo Batet e di far terminare la sommossa. Batet fece schierare alcuni cannoni caricati a salve e, quando il mattino del 7 ottobre Lluís Companys i Jover gli propose di schierarsi dalla parte dei ribelli, rispose "Io sono per la Spagna" e procedette all'arresto. Furono arrestati Lluís Companys i Jover e diversi membri del governo. Tra gli arrestati vi fu anche Manuel Azaña che si trovava a Barcellona casualmente come fu poi appurato.
Lo sciopero, capeggiato dai sindacati Unión General de Trabajadores (UGT) e Confederación Nacional del Trabajo (CNT) si trasformò nelle Asturie in un sollevamento armato, soffocato dall'esercito spagnolo che intervenne anche in Catalogna. Companys venne arrestato insieme agli altri membri del governo catalano e incarcerato nella nave Uruguay ancorata nel porto di Barcellona.
Sospeso d'autorità lo Statuto di Autonomia della Catalogna, Companys fu trasferito a Madrid, dove fu giudicato e condannato, insieme a tutti gli altri membri del Governo Catalano, a trenta anni di reclusione. Fu trasferito quindi al carcere di El Puerto de Santa María (Cadice). Liberato nel 1936 dopo la vittoria del Frente Popular, Companys nominò il capitano Frederic Escofet Commissario Generale in Catalogna dell'Ordine Pubblico, in previsione di un possibile sollevamento militare.

### La Catalogna durante la Guerra Civile

#### Gli anni dell'anarchia e la Guerra Civile Spagnola

Emblema della Generalitat de Catalunya

In effetti il golpe ci fu il 18 luglio 1936 ma, mentre altrove gli insorti prendevano il sopravvento, dando inizio alla guerra civile spagnola, in Catalogna il sollevamento non ebbe successo. Companys fece imbarcare su navi straniere 5.000 persone sospette di osteggiare il governo repubblicano, la sicurezza e l'incolumità dei quali non poteva garantire, alla luce dei numerosi omicidi che si produssero in quel periodo.
Durante tutto il trascorrere della guerra civile spagnola Companys fu a capo del Governo di Catalogna tentando di mantenere l'unione dei partiti politici e dei sindacati che lo appoggiavano. Questo compito fu molto arduo, a causa delle tensioni fra i comunisti e i socialisti riuniti nel Partit Socialista Unificat de Catalunya (PSUC) e gli anarchici della Confederació Nacional del Treball (CNT), appoggiati questi ultimi dal Partit Obrer d'Unificació Marxista (POUM).
Nel 1937 Companys si scontrò duramente con il capo del governo repubblicano Juan Negrín, che fu una delle figure politiche più discusse della guerra civile spagnola, e nel 1938, in seguito alla presa di Lleida, gli scrisse una dura lettera, lamentando le arbitrarietà che il Governo centrale stava commettendo e l'isolamento che soffriva il Governo catalano.

### Il periodo Franchista
Il 23 gennaio 1939, quando le forze franchiste erano sul punto di entrare a Barcellona, insieme all'amico e lehendakari (Presidente della Comunità autonoma dei Paesi Baschi) José Antonio Aguirre, il presidente Lluís Companys attraversò il confine con la Francia e fuggì in esilio a Perpignano.
In seguito si trasferì a Parigi per lavorare nel Governo in esilio della Generalitat (Consell Nacional de Catalunya).
Il 13 agosto 1940 venne individuato e catturato dalla Gestapo, su ordine delle autorità spagnole e con la collaborazione dell'ambasciata spagnola in Francia. Estradato a Madrid, fu quindi trasferito al carcere di Montjuïc a Barcellona, dove fu processato sommariamente e condannato a morte. Alle 6.45 della mattina del 15 ottobre 1940, nel fossato di Santa Eulàlia del castello di Montjuïc, Companys fu fucilato dai militari franchisti.
(Lluís Companys)
La Guerra Civile aveva devastato l'economia spagnola. Le infrastrutture erano state danneggiate, i lavoratori uccisi e gli affari quotidiani erano gravemente ostacolati. La ripresa economica fu molto lenta e non fu prima della seconda metà degli anni '50 che l'economia della Catalogna raggiunse i livelli prebellici del 1936. Dopo un periodo iniziale in cui la Spagna cercò di costruire un'autarchia, in cui l'economia migliorò poco, il regime di Franco cambiò le sue politiche economiche nel 1959 e negli anni '60 e nei primi anni '70 l'economia entrò in un periodo di rapida espansione economica che divenne nota come "Miracolo spagnolo". Il periodo fu segnato dalla modernizzazione agricola, da una massiccia espansione dell'industria e dall'avvio del turismo di massa, che si concentrò sulla costa (Costa Brava a Girona e Costa Daurada a Tarragona). Con l'espansione dell'industria in Catalogna, i lavoratori sono emigrati dalle zone rurali spagnole verso Barcellona e l'area circostante, trasformandola in una delle più grandi aree metropolitane industriali d'Europa.

### Sviluppo e autonomia

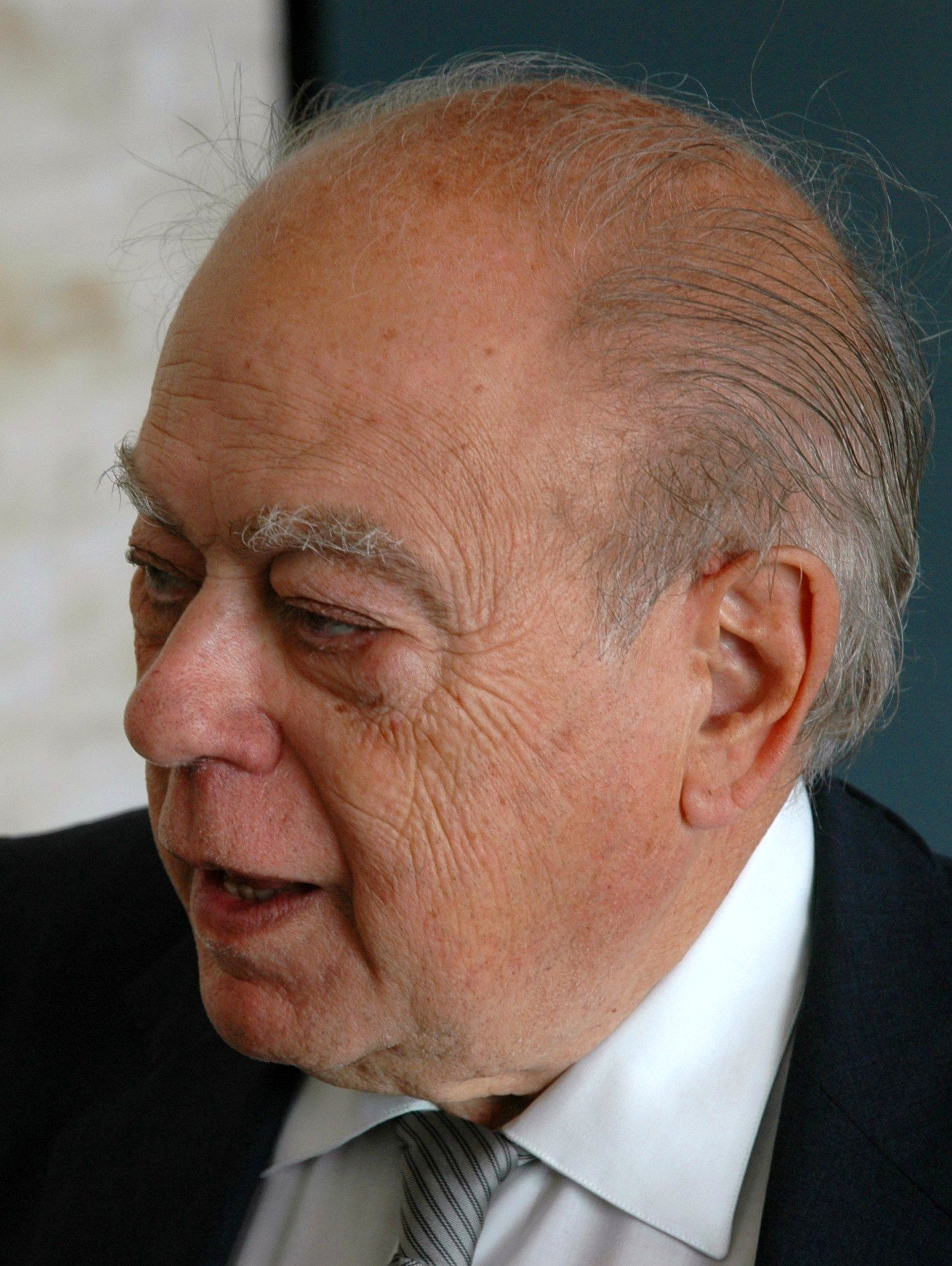
Jordi Pujol i Soley, presidente della Generalitat de Catalunya (1980–2003)

Jordi Pujol nel 1974 fondò il partito Convergenza Democratica di Catalogna, del quale fu il primo segretario. A capo della coalizione Convergenza e Unione, fu eletto presidente della Generalitat de Catalunya per la prima volta il 24 aprile 1980, per poi essere rieletto ininterrottamente nel 1984, 1988, 1992, 1995 e 1999. Si ritirò nel 2003, cedendo la leadership del partito ad Artur Mas.
Durante gli anni '80 e '90 le istituzioni dell'autonomia catalana continuarono a svilupparsi, tra cui una forza di polizia autonoma (chiamata Mossos d'Esquadra, ufficialmente rimborsata come polizia della Catalogna nel 1983). La legge di Normalizzazione linguistica della Catalogna ha promosso i media in lingua catalana. La rete televisiva Televisió de Catalunya e il suo primo canale TV3, trasmessi principalmente in catalano, furono creati nel 1983. Nel 1992, Barcellona ha ospitato i Giochi olimpici.
Nel novembre 2003, le elezioni alla Generalitat hanno dato la pluralità, ma non la maggioranza dei seggi al CiU. Tre altri partiti (il Partito dei Socialisti di Catalogna (PSC-PSOE), la Sinistra Repubblicana di Catalogna (ERC) e Iniziativa per la Catalogna Verdi (ICV)) si unirono per portare il governo in una coalizione nazionalista di sinistra, facendo Pasqual Maragall, (PSC -PSOE) il nuovo presidente della Generalitat de Catalunya.

## XXI secolo
Nel 2010 ci fu una grande protesta a Barcellona in favore dell'autonomia catalana, e un'altra ancora maggiore in favore dell'indipendenza nel 2012.
Seguì nel novembre 2014 un referendum dichiarato incostituzionale dalla giustizia spagnola e ridottosi poi nella sostanza a sondaggio scarsamente partecipato.
L'indizione di un nuovo referendum, anch'esso dichiarato incostituzionale dal Tribunale Costituzionale, del 2017 ha fatto nuovamente aumentare le tensioni fra il governo centrale e regionale. Il quesito referendario chiedeva se si approvasse la costituzione di uno stato indipendente catalano in forma di repubblica ("Vol que Catalunya sigui un Estat independent en forma de república?"). La legge di indizione del referendum fu dichiarata nulla dal Tribunale Costituzionale, così come la legge di transizione verso la Repubblica, per violazione palese sia della Costituzione spagnola sia dello Statuto di Autonomia della Catalogna, che prevedono l'indissolubilità della Nazione e la sovranità in mano all'intero popolo spagnolo. In seguito alla sentenza del Tribunale, la magistratura di Barcellona vietò al Governo della Generalitat di intraprendere azioni per lo svolgimento del referendum illegale, e ai Mossos d'Esquadra, la polizia locale, di sequestrare il materiale elettorale. Queste operazioni ebbero un successo molto parziale, dato che la polizia locale operava sia nelle sue funzioni di polizia giudiziaria (agli ordini della Procura di Barcellona), sia come polizia regionale (agli ordini del Governo regionale). Il Governo centrale decise dunque l'invio della polizia centrale e della Guardia Civil per rafforzare l'esecuzione degli ordini della magistratura. Malgrado gli ordini giudiziari, le sentenze del Tribunale Costituzionale, l'opposizione governativa e l'opposizione di quasi la metà del Parlamento Regionale, il 43% degli aventi diritto espresse il suo voto nel referendum illegale boicottato dalle opposizioni, che si è tenuto il 1º ottobre 2017, con un risultato del 90% di voti a favore dell'indipendenza.
Il 10 ottobre 2017, il Presidente Puigdemont dichiarò valido il referendum illegale, e pronunciò una dichiarazione unilaterale di indipendenza (DUI) annunciando un processo costituente immediato. Contestualmente, la proposta di dichiarazione di indipendenza unilaterale venne "sospesa" dal Presidente della Generalitat Puigdemont con la motivazione di cercare un dialogo con il Governo centrale, e l'attuazione della Repubblica catalana fu "differita". La situazione di incertezza giuridica indusse il Governo a richiedere ufficialmente alla Regione se avesse o no dichiarato l'indipendenza, provocando una risposta ufficiale che non chiariva il contenuto della domanda.
Successivamente, rompendo gli indugi, il 27 ottobre 2017, il Parlament approvò la proposta di dichiarazione unilaterale di indipendenza (DUI) e un processo costituente immediato, a seguito di una votazione a scrutinio segreto con 70 voti favorevoli, 10 contrari e 2 astenuti. L'opposizione di PPC, PSC e Ciutadans abbandonò l'aula prima del voto, Podemos invece votò contro. Il Tribunale Costituzionale, che aveva precedentemente dichiarato nulla la seduta, annullò immediatamente la proposta di DUI appena adottata. Poche ore dopo l'approvazione della proposta di DUI, nella serata del 27 ottobre 2017, i 70 parlamentari regionali che avevano votato a favore si riunirono all'interno del Palazzo della Generalitat, per firmare la stessa dichiarazione unilaterale di indipendenza, in maniera illegale, cioè al di fuori del Parlamento. 

Lo stesso 27 ottobre, dopo la dichiarazione d'indipendenza catalana, il senato spagnolo ha approvato l'applicazione dell'articolo 155 della costituzione spagnola che consente al governo di forzare una comunità autonoma a ottemperare a degli obblighi di legge. In applicazione dell'articolo 155, la Regione è stata quindi commissariata, il Presidente destituito, il Parlamento disciolto, e il governo ha contestualmente indetto nuove elezioni regionali per il 21 dicembre. Immediatamente è poi scattata la denuncia da parte della Procura di Barcellona per il presidente destituito, tutto il suo governo e la presidente del Parlamento regionale, che aveva consentito la votazione anche se la seduta era nulla, per i reati di ribellione, sedizione e malversazione di fondi pubblici, puniti dal codice penale spagnolo con pene che vanno dai 5 ai 30 anni di carcere. Anche il capo dei Mossos d'Esquadra (la polizia locale) Jospe Lluis Trapero fu destituito e accusato dalla Procura di sedizione per la "passività" dimostrata in seguito agli ordini della magistratura.
Le elezioni regionali del 21 dicembre sono state vinte dal partito unionista Ciutadans, sia in proporzione dei voti che in numero di seggi. La coalizione dei tre partiti indipendentisti ha ridotto il numero di deputati da 72 a 70, conservando tuttavia una maggioranza di due seggi rispetto ai 68 necessari per formare un governo regionale, per via del meccanismo elettorale che attribuisce più seggi (proporzionalmente) alle province meno popolose di Girona e Lleida, dove gli indipendentisti raccolgono maggiori favori.